# Receta médica

Símbolo de la receta médica.

La receta médica es el documento legal por medio del cual los médicos legalmente capacitados prescriben la medicación al paciente para su dispensación por parte del farmacéutico. Dicha prescripción es un proceso clínico individualizado y dinámico. A pesar de su carácter individual y único, los patrones de prescripción pueden ser fuertemente influenciados por determinantes sociales, culturales, económicas y/o promocionales.
Es el documento que avala la dispensación bajo prescripción médica.

## Historia
Antiguamente, la receta era la nota que por escrito daba el médico o cirujano al boticario para la composición de un remedio sobre la base de varios ingredientes de origen sintético o natural. La receta constaba de tres partes: 
- Inscripción. Contenía los nombres de las sustancias medicamentosas que, en totalidad y tratándose de una poción, comprendía:

- la base
- el intermedio
- el coadyuvante correctivo
- el vehículo
- los correctivos
- Suscripción. Daba las instrucciones sobre el modo de preparar dichas sustancias, a fin de que la poción fuese como debía ser, o bien se redujera sencillamente a las letras h.s.a.: hágase según arte.
- Instrucción. Describía la forma en que debía administrarse el medicamento.

Terminaba la receta con la fecha y la firma.

### Símbolo ℞
El símbolo ℞ o Rx para la receta médica tiene sus orígenes en Egipto, aunque su representación gráfica ha ido evolucionando hasta llegar a nuestros días.

#### Antiguo Egipto

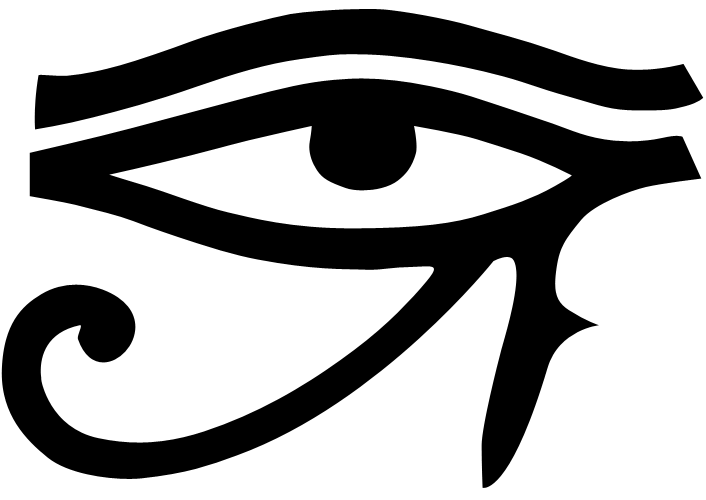
El Ojo de Horus.

Horus fue un dios Halcón del Alto Egipto, adorado particularmente en las ciudades de Edfú y Hieracómpolis. Estaba representado por un guerrero a caballo matando a un dragón. 
El símbolo del Ojo sagrado de Horus es también conocido como Ojo de Ra. Según la leyenda, cuando Horus, hijo de Isis, era niño, perdió la vista como resultado de un ataque de Setesh, pero tiempo después sanaría al invocar su madre la ayuda del dios Toth. Desde entonces, los egipcios empezaron a adorar al dios Horus como sanador de todos sus males.
El ojo de Horus es representado en la iconografía egipcia mediante una R con un ojo en el círculo superior. Se trataba de un símbolo de protección y cura, y los amuletos de oro y cobre representando al Ojo de Horus servían para proteger de las enfermedades y curar el "mal de ojo". Incluso hoy día es utilizado por muchas personas.

#### El signo deJúpiter

Símbolo de Júpiter.

Este mismo ojo volvería a aparecer en la Época Romana en forma de un signo similar al número 4. Se encuentra en las recetas de los antiguos médicos y alquimistas, y en algunas notas de los astrólogos, para invocar la ayuda divina, especialmente del dios Zeus o Júpiter, con el mismo propósito de protección y sanidad.

#### Responsum Raphaelis

Símbolo de receta médica.

El signo Rx aparecería más tarde, introducido por el médico Krinas, en tiempos de Nerón, para indicar gráficamente que el médico estaba sometido al poder del estado o a la autoridad del César.
En la Edad Media, la Iglesia católica, en su lucha contra el paganismo, obligó a los médicos en todos los países bajo su jurisdicción, a utilizar las iniciales del Responsum Raphaelis, en vez del signo pagano de Júpiter. Estas dos palabras simbolizaban al arcángel Rafael, cuyo nombre significaba "medicina de Dios" y era el ángel que preparaba remedios en la biblia.

Con el tiempo, las corrientes sincréticas, muy comunes en la fe católica y otras religiones, fueron mezclado el signo (el de Horus) con el de Júpiter, naciendo así el signo Rx, o Rp (Responsum Raphaelis) que hoy utilizan los médicos en sus recetas.

## Sinónimos
Recetar un medicamento es sinónimo actual de prescribir, ordenar remedios. por lo que una prescripción médica es el acto profesional del médico que consiste en recetar una determinada medicación o indicar un determinado tratamiento a un paciente.
Pero no debe confundirse con receta, que es la nota escrita de una prescripción médica.

## Elementos de una receta
La receta médica puede ir encabezada por la abreviatura "Rp" o "Rp/", del latín recipe ("dispénsese" o "tómese"), en la actualidad suele encabezarse con "Dp/" o "DPS" ("dispénsese"). Suele constar de dos partes: 
- El cuerpo de la receta, destinado al farmacéutico.
- El volante de instrucciones para el paciente, que puede separarse del anterior.

En el envase o cartonaje exterior y en el prospecto de las especialidades farmacéuticas incluirán la leyenda con receta médica o sin receta médica según proceda, y las demás frases, signos y símbolos que con fines de identificación y preventivos exija la legislación de cada país. Los signos y símbolos también deberán figurar en la etiqueta del medicamento.
Los medicamentos estupefacientes y psicotrópicos requieren una receta especial, según la legislación de cada país.

## Redacción de la prescripción

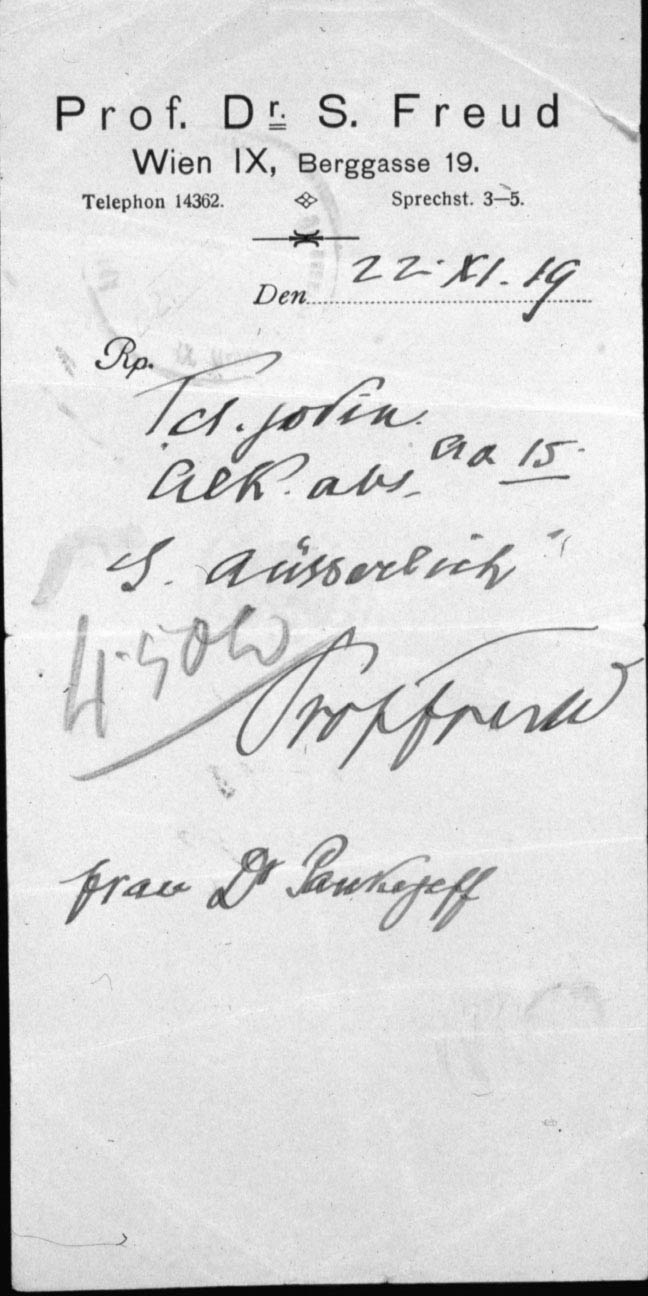
Receta de Sigmund Freud

Desde el punto de vista de la receta médica, una prescripción es una instrucción dada por un prescriptor a un dispensador (“el médico prescribe, el farmacéutico suscribe”); en el caso de las formulaciones magistrales, la receta médica debe incluir la forma de preparación del producto, pues el mismo no se conserva en el stock habitual de una farmacia. Cada país tiene sus propios estándares acerca de la mínima cantidad de información que se requiere para una prescripción. 
A veces ciertos grupos de fármacos requieren de requisitos adicionales, que pueden derivarse en general de la posible afectación de la Salud Pública si los mismos se prescriben indiscriminadamente; en Venezuela, por ejemplo, hay ciertas limitaciones con respecto a los psicofármacos (riesgo de dependencia), a ciertos grupos de antibióticos (riesgo de resistencia a antibióticos) y a algunos antiinflamatorios no esteroideos como el ácido acetilsalicílico (Aspirina) (riesgo de manifestaciones hemorrágicas en casos de dengue clásico); preferiblemente, este tipo de fármacos debe prescribirse en recetas individuales. A pesar de las diferencias nacionales que se han mencionado, existen ciertos datos que son comunes independientemente de la localización:
1. Identificación correcta y completa, tanto del paciente como del tratante. En el caso del tratante, debe incluirse su firma, así como los datos relacionados con su permiso para el ejercicio de la medicina. Idealmente, se debe incluir un número telefónico para localizar al tratante.
2. Identificación del sitio (centro de salud) y momento (fecha) de la prescripción.
3. Identificación del fármaco. Lo más usual es que se coloque una preparación comercial determinada, en una forma farmacéutica específica; si las otras preparaciones existentes (incluyendo los genéricos) no son “de confianza” para el médico, el mismo debe señalar que no se realice reemplazo del preparado indicado. Por el contrario, si existen preparados similares al prescrito, se debe indicar que puede sustituirse el mismo. Aunque es importante desde el punto de vista científico, la nomenclatura IUPAC no suele utilizarse para la prescripción de fármacos (se usa el nombre comercial, el nombre patentado o la denominación aprobada por la OMS).
4. Cantidad del fármaco a dispensar: Aunque lo ideal es colocarla para cualquier prescripción, en general se hace obligatoria solamente para ciertos grupos, dependiendo de las leyes de cada país.
5. Explicación completa y clara acerca de la forma de dosificar y administrar, así como del tiempo que debe durar el tratamiento.

## Requisitos para prescripción
Entre los criterios médicos que deben considerarse para la prescripción se encuentran:
- Aproximación diagnóstico o sintomática
- Elección de un tratamiento de eficacia y seguridad comprobadas, preferiblemente de uno o más fármacos bien conocidos por el médico. Tales fármacos estos se conocen también como “Fármacos Personales” o “P-drugs”, indicando que se trata de las drogas que utiliza habitualmente un clínico determinado (usualmente un médico no utiliza más de 40-60 fármacos en su práctica habitual). El fármaco elegido puede tener un efecto directo sobre la enfermedad eliminando su causa (etiotrópico) o puede actuar solamente sobre una o más de las manifestaciones de la enfermedad (sintomático o paliativo).
- Conocer la indicación oficial de los medicamentos
- Conocer la farmacología de medicamentos
- Seleccionar fármaco y dosis óptima
- Conocer la toxicidad y posibles efectos adversos
- Modificar el tratamiento si no da respuesta a este, o aparecen efectos secundarios.

### Requisitos menores
- Mayor eficacia, en otras palabras, aquel que sea capaz de eliminar la enfermedad con más certeza y en el menor tiempo posible.
- Mayor Seguridad: Es decir, que se asocia a menos reacciones adversas medicamentosas.
- Fácil administración: En cierta forma, este punto se refiere a la “comodidad” para el paciente, incluyendo, de ser posible, agentes que se usen una sola vez al día.
- Menor costo: Siempre que se consideren como bioequivalentes los distintos preparados.

## ¿Quién realiza la prescripción?
Desde el punto de vista legal, los únicos profesionales que pueden realizar una prescripción propiamente dicha son los médicos, los veterinarios, los odontólogos y los podólogos en sus campos de trabajo. Y en algunos países otros profesionales, como asistentes médicos, farmacéuticos y enfermeros también tienen cierto derecho para hacerlo o están luchando para obtenerlo.[cita requerida] Además, existe una gran cantidad de fármacos que se expenden sin prescripción alguna (ciertos analgésicos, laxantes, polivitamínicos, antiácidos) son todos los medicamentos que correspondan al grupo de publicitarios.
Puede decirse que para una buena prescripción, el médico debe intentar maximizar la efectividad, minimizar los riesgos, minimizar los costos y respetar las elecciones del paciente. Esto último podría ser particularmente importante, ya que, al fin y al cabo, será el quien decidirá si se hará dispensar la prescripción, si consumirá los fármacos indicados y si los consumirá tal y como se le hayan prescrito.

### Prescripción enfermera
En diciembre de 2015 se reguló la llamada "prescripción enfermera" en España, por el que se regula la indicación, uso y autorización de dispensación de medicamentos y productos sanitarios de uso humano por parte de los enfermeros. Sin embargo, dada la conflictividad que desencadenó la citada normativa y las dificultades de interpretación de alguna de sus estipulaciones no se ha aplicado de forma generalizada. En octubre de 2018 se ha publicado una serie de correcciones de la anterior normativa que pretende resolver los problemas que quedaron sobre la mesa tras la norma previa de 2015.

## Decisión sobre la prescripción
Cuestiones a tener en cuenta al prescribir uno o más fármacos
- ¿Hay un diagnóstico adecuado?
- ¿Es realmente necesaria la utilización de un fármaco?
- ¿Se ha elegido el fármaco más apropiado?
- ¿Se han definido cuidadosamente los objetivos de la farmacoterapia?
- ¿Se ha realizado una historia completa de farmacoterapia, incluyendo fármacos sin prescripción (over-the-counter drugs)?
- ¿Hay antecedentes de alergia o reacción adversa al medicamento?
- ¿Se ha considerado la edad del paciente?
- Si el paciente es una mujer ¿está embarazada o en período de lactancia?
- ¿Se ha explicado la farmacoterapia claramente al paciente?
- ¿Se han tomado en cuenta la influencia de enfermedades o posibles factores genéticos?
- ¿Se ha considerado la influencia de la comida?
- ¿Existen potenciales interacciones farmacológicas?
- ¿Es probable que se genere dependencia al fármaco?
- ¿Se ha escrito la receta de manera clara, concisa, correcta y legible?

Cuestiones a tener en cuenta en el seguimiento farmacoterapéutico
- ¿Hay un plan para revisar la farmacoterapia periódicamente?
- ¿Es correcto el uso del fármaco?
- ¿Es correcta la vía de administración?
- ¿Acepta el paciente el fármaco?
- ¿Hay un plan para valorar los efectos del fármaco?
- ¿Hay un plan para valorar las concentraciones del fármaco?

## Prescripciónoff-label
La prescripción off-label es el uso de fármacos autorizados pero fuera de las condiciones estipuladas en la ficha técnica o documento oficial de usos autorizados de un medicamento. Es una práctica común, justificada solo en algunas ocasiones (inexistencia de alternativas, uso común establecido por la experiencia), pero que plantea algunos dilemas técnicos y éticos:
- Necesidad de información a los pacientes (o la familia de estos en caso de menores de edad).
- Mayor riesgo de efectos adversos, siendo este un aspecto menos conocido en el uso del fármaco implicado.
- No es una práctica ilegal, pero deja fuera las garantías de las agencias reguladoras de medicamentos.

## Problemas comunes
Desde el punto de vista internacional, los problemas más comunes de prescripción (“prescripción irracional”) son los siguientes:
- La medicalización
- El uso de fármacos no relacionados con el diagnóstico
- El uso de fármacos innecesariamente costosos
- El uso inapropiado de antibióticos
- La automedicación irracional

## Normativa legal en España
- Real Decreto 1910/1984, de 26 de septiembre, de recetas médicas. BOE. 1984/10/29; (259):31339-41.
- Orden de 30 de abril de 1986 por la que se establecen los criterios generales de normalización de recetas médicas. BOE. 1986/05/03; (106): 15759-64.
- Orden de 1 de febrero de 1990 por la que se establecen los modelos oficiales de receta médica para la prestación farmacéutica en el Sistema Nacional de Salud. BOE. 1990/02/09; (35): 3987-3996.
- Ley 25/1990, de 20 de diciembre, del Medicamento. BOE. 1990/12/22; (306):38228-46.
- Orden de 25 de abril de 1994 por la que se regulan las recetas y los requisitos especiales de prescripción y dispensación de estupefacientes para uso humano. BOE. 1994/05/03; (105):13556- 64.
- Ley 29/2006, de 26 de julio, de garantías y uso racional de los medicamentos y productos sanitarios. BOE. 2006/07/27; (178): 28122-65.
- Orden SCO/3123/2006, de 29 de septiembre, por la que se actualiza el Formulario Nacional. BOE. 2006/10/12; (244):35313.
- Ley 28/2009, de 30 de diciembre, de modificación de la Ley 29/2006, de 26 de julio, de garantías y uso racional de los medicamentos y productos sanitarios. BOE. 2009/12/31; (315):112036-8.
- Real Decreto 1718/2010, de 17 de diciembre, sobre receta médica y órdenes de dispensación. BOE. 2011/01/20; (17):6306-29.
- Real Decreto-ley 9/2011, de 19 de agosto, de medidas para la mejora de la calidad y cohesión del sistema nacional de salud, de contribución a la consolidación fiscal, y de elevación del importe máximo de los avales del Estado para 2011. BOE. 2011/08/20; (200):93143-68.
- Real Decreto 954/2015, de 23 de octubre, por el que se regula la indicación, uso y autorización de dispensación de medicamentos y productos sanitarios de uso humano por parte de los enfermeros. BOE núm. 306 del 23/diciembre de 2015 (RD 954/2015, actualizado el 23/octubre de 2018).
- Real Decreto 1302/2018, de 22 de octubre, por el que se modifica el Real Decreto 954/2015, de 23 de octubre, por el que se regula la indicación, uso y autorización de dispensación de medicamentos y productos sanitarios de uso humano por parte de los enfermeros. BOE núm. 256 del 23/octubre de 2018 (RD 1302/2018).

- Datos: Q3355478
- Multimedia: Medical prescriptions / Q3355478